# 東京基督教短期大学
東京基督教短期大学（とうきょうきりすときょうたんきだいがく、英語: Tokyo Christian College）は、千葉県印西市内野3-301-5-1に本部を置いていた日本の私立大学である。1966年に設置され、1993年に廃止された。大学の略称はTCC。

## 概要

### 大学全体
- 千葉県印西市に所在した日本の私立短期大学で、設置主体は学校法人東京キリスト教学園[2]。
- 1966年、東京都国立市において東京キリスト教短期大学として開学[3]。1981年に東京基督教短期大学と学名変更される。学生募集が最終年となった1989年に千葉県印西市へ移転。1学科2専攻と専攻科1専攻からなっていた。

### 教育および研究
- キリスト教に関する専門科目をベースとした神学科のみ設置され、「実践神学演習」をはじめキリスト教や聖書などを基礎とした科目を中心とした科目が中心の神学専攻と、宗教音楽をより重点的に学ぶ教会音楽専攻が設置されていた。

### 学風および特色
- 日本同盟基督教団立の神学校であった。
- 神学科をもつ短大で修業年限が3年制であるのは、全国で唯一であった。さらに、修業年限1年制の専攻科が設けられ、四年制大学に匹敵する教育を受けていた人もいた。
- 1学年定員が30名と全国一の小規模な短期大学でもあった。

## 沿革
- 1950年 日本同盟聖書学院が開校。
- 1966年
  - 1月25日 左記を以て文部省[注 2]より短期大学の設置が認可される[4]。
  - 4月1日 東京キリスト教短期大学が以下の学科体制にて開学する。
    - 神学科 入学定員30名 修業年限昼間部3年制

  - 5月1日 学生数[5]/定員[6]
  - 神学科 28[注 3]/30
- 1969年
  - 1月6日 専攻科の設置が認められ[7]、以下の専攻課程を置く[8]。
    - 神学専攻 入学定員10名
- 1980年 神学科に専攻課程を設置[9]。
  - 神学専攻
  - 教会音楽専攻
- 1981年
  - 4月1日 東京基督教短期大学に改称[10]。
- 1988年
  - 5月1日 学生数[11]/定員
    - 神学科 89[注 4]
- 1989年
  - 4月1日 千葉県印西町[注 5]に移転[12]。短期大学として最後の募集となる[注 7]。
  - 5月1日 学生数[15]/定員[16]
    - 神学科 87[注 8]/90
- 1990年
  - 5月1日 学生数[17]/定員
    - 神学科 51[注 9]/60
- 1991年
  - 5月1日 学生数[18]/定員
    - 神学科 28[注 10]/30
- 1992年
  - 5月1日 学生数[19]/定員
    - 神学科 2[注 11]
- 1993年
  - 11月30日 左記をもって正式に廃止[注 12]。

## 基礎データ

### 所在地
- 印西キャンパス（千葉県印西市内野3-301-5-1[注 13]）
- 国立キャンパス（東京都国立市西3-8-53[注 14]）

### 象徴
- 東京基督教短期大学のカレッジマークはイエス・キリストの十字架と聖書をイメージしたものとなっていた[23]。

## 教育および研究

### 組織

#### 学科
- 神学科
  - 神学専攻 入学定員20名
  - 教会音楽専攻 入学定員10名

#### 専攻科
- 神学専攻

#### 別科
- なし

### 研究
- 『東京キリスト教短期大学論集』[1]
- 『東京基督教短期大学論集』[24]

## 大学関係者と組織

### 大学関係者一覧
歴代学長
- 樋口信平 - 2代目学長(1975年-1985年)
- 丸山忠孝 - 3代目学長(1985年-1990年)

## 関連人物
- 藤原導夫

### 出身者
- 新垣勉 - 声楽家
- 篠田真宏 - 研修トレーナー、実業家

## 施設

### 印西キャンパス
- 使用学科：神学科
- 使用専攻科：神学専攻
- 備考：1989年度より

### 国立キャンパス
- 使用学科：神学科
- 使用専攻科：神学専攻
- 備考：1988年度まで

### 寮
- 全寮制が義務付けられていた。

## 卒業後の進路について

### 就職について
- 牧師や宗教家のほかキリスト教教会での音楽活動への就職者がいた[25]。

### 編入学・進学実績
- 神学科（神学専攻・教会音楽専攻）卒業生は東京基督教短期大学専攻科へ進学する道があった。それ以外では西南学院大学神学部をはじめ神学系の学部に編入学した学生もいたようである[注 15]。